# FK Indija
El FK Indija (en serbio: Фудбалски клуб Инђија) es un equipo de fútbol de Serbia que juega en la Primera Liga de Serbia, la segunda división de fútbol en el país.

## Historia
Fue fundado en el año 1933 en la ciudad de Indija con el nombre ZAK Indija por un grupo de empleados de ferrocarriles, aunque desde su fundación han tenido varios nombres a lo largo de su historia:
- 1933-39 : ZAK Indija
- 1939-69 : FK Zeleznikar Indija
- 1969-75 : PIK Indija
- 1975-94 : FK Agrounija
- 1994-2001 : FK Indija
- 2001-03 : FK Brazda Coop
- 2003-hoy : FK Indija

Durante el periodo en que existía Yugoslavia el club ganó el título de la región de Novi Sad y principalmente formó parte de la Tercera Liga de Yugoslavia, aunque en algunas ocasiones llegó a jugar en la Segunda Liga de Yugoslavia. Durante el tiempo en el que jugó en Serbia y Montenegro su mayor mérito fue el alcanzar los cuartos de final de la Copa de Serbia y Montenegro en la temporada 2005/06 y que también logró el ascenso a la Primera Liga Serbia.
En 2010 gana el título de la segunda división y logra jugar en la Super Liga de Serbia por primera vez en su historia.

## Palmarés
- Primera Liga Serbia (1): 2009–10
- Liga de Vojvodina (1): 2005-06
- Primera Liga de Novi Sad (1): 1941